# 短刺筐形蟹
短刺筐形蟹（学名：Mursia curtispina）为馒头蟹科筐形蟹属的动物。分布于日本、印度尼西亚及斐济群岛，包括东海、南海等海域，生活环境为海水，多栖息于水深80-576米泥质沙或软泥底。该物种的模式产地在斐济群岛。